# Hemichaena
Hemichaena, biljni rod iz porodice Phrymaceae smještene u tribus Leucocarpeae. Sastoji se od 5 vrsta iz Meksika i Srednje Amerike

## Opis
Vrste ovog roda su grmovi i polugrmovi. Opisan je u Pl. Hartw. 78., 1841. Tipična je Hemichaena fruticosa Benth., polugrm iz Meksika, Gvatemale i Kostarike.

## Vrste
1. Hemichaena coulteri (A.Gray) Thieret
2. Hemichaena fruticosa Benth.
3. Hemichaena levigata (B.L.Rob. & Greenm.) Thieret
4. Hemichaena rugosa (Benth.) Thieret
5. Hemichaena spinulosa (S.Watson) Thieret

## Sinonimi
- Berendtia A.Gray; Proc. Amer. Acad. Arts 7: 379 (1868), nom. illeg.
- Berendtiella Wettst. & Harms; Engl. & Prantl, Nat. Pflanzenfam., Gesamtregister: 459 (1899)